# Autovía A-92N

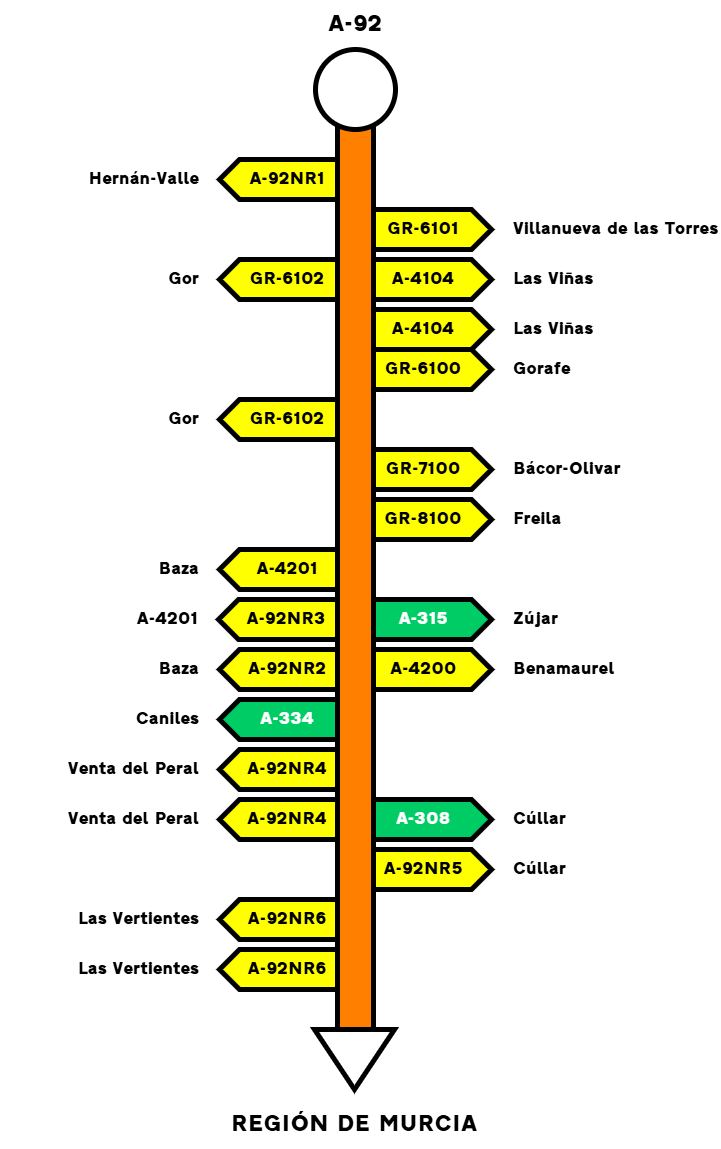
Itinerario de la A-92N en la provincia de Granada.

La A-92N o Autovía de Guadix al Límite de Región de Murcia es una autovía autonómica andaluza que comunica la localidad granadina de Guadix y el limítrofe de Almería y Murcia en el municipio de Vélez-Rubio. Este tramo pertenece a la Red Básica Estructurante del Catálogo de Carreteras de la Junta de Andalucía catalogada como De Guadix al Límite de Región de Murcia con 119,16 kilómetros de longitud. En el tramo final con el límite de la Región de Murcia pasa a denominarse A-91.
Se construyó siguiendo el trazado de la antigua carretera nacional N-342 (Jerez de la Frontera-Puerto Lumbreras) desde Guadix hasta Puerto Lumbreras. En un principio se la denominó simplemente A-92, pero tras construir el trayecto de autovía entre Guadix y Almería se le llamó a este A-92 y al que llegaba hasta Puerto Lumbreras A-92N.
Esta vía constituye la principal vía de acceso desde el Levante español a las provincias de Granada, Málaga y Sevilla.

## Tramos
| Denominación | Tramo                                | Kilómetros | Año servicio |
| ------------ | ------------------------------------ | ---------- | ------------ |
| A-92N        | Guadix (Este) - Hernán-Valle (Oeste) | 6,7        | 1991         |
| A-92N        | Variante de Hernán-Valle             | 2,1        | 1991         |
| A-92N        | Hernán-Valle (Este) - Gor (Oeste)    | 7,1        | 1991         |
| A-92N        | Variante de Gor                      | 4,2        | 1992         |
| A-92N        | Gor (Este) por Rambla de Grao - Baúl | 5          | 1991         |
| A-92N        | Baúl - Baza (Oeste)                  | 20         | 1991         |
| A-92N        | Variante de Baza                     | 12,6       | 1995         |
| A-92N        | Baza (Este) - Chirivel               | 43,9       | 1996         |
| A-92N        | Chirivel - Limítrofe Almería/Murcia  | 25         | 1997         |

## Salidas
| Estación de servicio AVIA Sierra de Baza |

| Estación de servicio Mirasierra |

| Estación de servicio BP Baza |

| Estación de servicio BP Baza |

| Estación de servicio Moeve El Pelao |

| Estación de servicio Moeve El Pelao |

| Estación de servicio BP Venta del Peral I |

| Estación de servicio BP Venta del Peral II |

| Estación de servicio REPSOL Hermanos Bayo |

| Estación de servicio REPSOL Hermanos Bayo |

| Estación de servicio Los Villares |

| Estación de servicio Los Villares |

| Estación de servicio Shell Cúllar |

| Estación de servicio REPSOL Hermanos Reche |

| Estación de servicio REPSOL Hermanos Reche |